# Lamyctes taulisensis
Lamyctes taulisensis är en mångfotingart som beskrevs av Kraus 1954. Lamyctes taulisensis ingår i släktet Lamyctes och familjen fåögonkrypare. Inga underarter finns listade i Catalogue of Life.